# SegaSoft
SegaSoft è stata un'azienda di videogiochi fondata a Redwood City come joint venture tra Sega e CSK per lo sviluppo di videogiochi per Sega Saturn e personal computer da distribuire in America del Nord.